# Leave It to Beaver (série télévisée)
Pour les articles homonymes, voir Leave It to Beaver.
Leave It to Beaver est une série télévisée américaine comprenant 235 épisodes, créée par Joe Connelly et Bob Mosher, diffusée entre 1957 et 1963, et avec Jerry Mathers, Barbara Billingsley, Hugh Beaumont et Tony Dow. 
La série a eu une suite entre 1985 et 1989, Still the Beaver (en) réalisée par Nick Abdo, avec Jerry Mathers, Barbara Billingsley et Ken Osmond.
La série a été adaptée en film. Petit Poucet l'espiègle, réalisé par Andy Cadiff, est sorti au cinéma en 1997,.

## Synopsis
Leave It to Beaver raconte le quotidien de Theodore Cleaver surnommé « Beaver », garçon de 10 ans, et de sa famille, son grand-frère et ses parents.

## Distribution

### Acteurs principaux
- Barbara Billingsley : June Cleaver
- Jerry Mathers : Theodore Cleaver
- Hugh Beaumont : Ward Cleaver
- Tony Dow : Wally Cleaver
- Ken Osmond : Eddie Haskell
- Diane Brewster : Mle Canfield
- Richard Deacon : Fred Rutherford
- Richard Correll : Richard Rickover

### Acteurs récurrents
- Doris Packer : Mme Cornelia Rayburn
- Madge Blake : Mme Margaret Mondello
- Eddie Marr : passager du bus
- Madge Kennedy : Tante Martha Bronson
- Jean Vander Pyl : Mme Woods
- Edgar Buchanan : Oncle Billy et Capitaine Jack
- Veronica Cartwright : Violet Rutherford et Peggy MacIntosh

### Invités

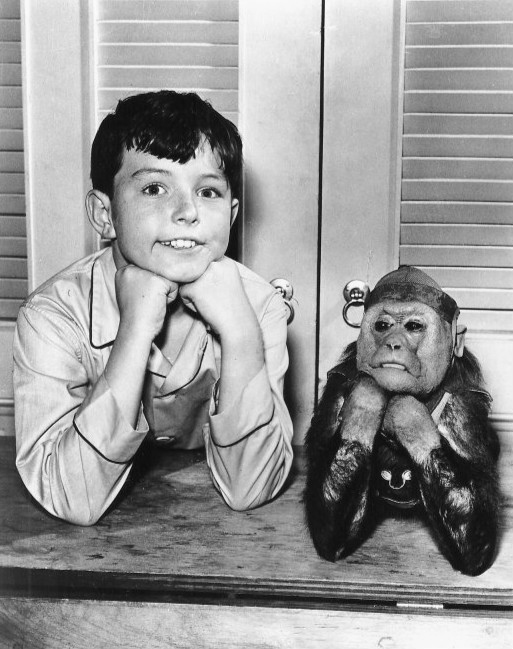
Jerry Mathers dans le rôle de Beaver en 1960.

- William Schallert : Mr Bloomgarten
- Lurene Tuttle : Mme Brady
- Hardie Albright : Mr Collins
- Lyle Talbot : Charles 'Chuck' Dennison
- Ray Kellogg : Mr Donaldson
- Ahna Capri : Cinda Dunsworth
- Ross Elliott : Mr Foster
- Marjorie Reynolds : Mme Gregory
- Herbert Rudley : Mr Gregory
- Jean Vander Pyl : Mme Hanson et Mme Woods
- Ann Doran : Agnes Haskell et Mme Bellamy
- Karl Swenson : George Haskell
- Tim Matheson : Michael
- Eddie Marr : Mr Payton
- Jane Dulo : Mme Rickover
- Majel Barrett : Gwendolyn Rutherford
- Mimi Gibson : Mary Tyler
- Hal Smith : manager du restaurant
- Frank Sully : chauffeur de taxi
- John Hoyt : Clothier
- Frank Wilcox : Juge de la Cour du district
- Howard Caine
- Bill Erwin
- Lee Meriwether : femme au foyer
- Gene Reynolds
- Harry Shearer

## Épisodes
Le pilote de la série, intitulé It's a Small World, est diffusé le 23 avril 1957. La première saison est diffusée sur CBS et les 5 suivantes sur ABC.
| Saison | Épisodes | Début de diffusion | Fin de diffusion |
| ------ | -------- | ------------------ | ---------------- |
| 1      | 39       | 4 octobre 1957     | 16 juillet 1958  |
| 2      | 39       | 2 octobre 1958     | 25 juin 1959     |
| 3      | 39       | 3 octobre 1959     | 25 juin 1960     |
| 4      | 39       | 1er octobre 1960   | 24 juin 1961     |
| 5      | 39       | 30 septembre 1961  | 30 juin 1962     |
| 6      | 39       | 27 septembre 1962  | 20 juin 1963     |